# Joachim Oepen

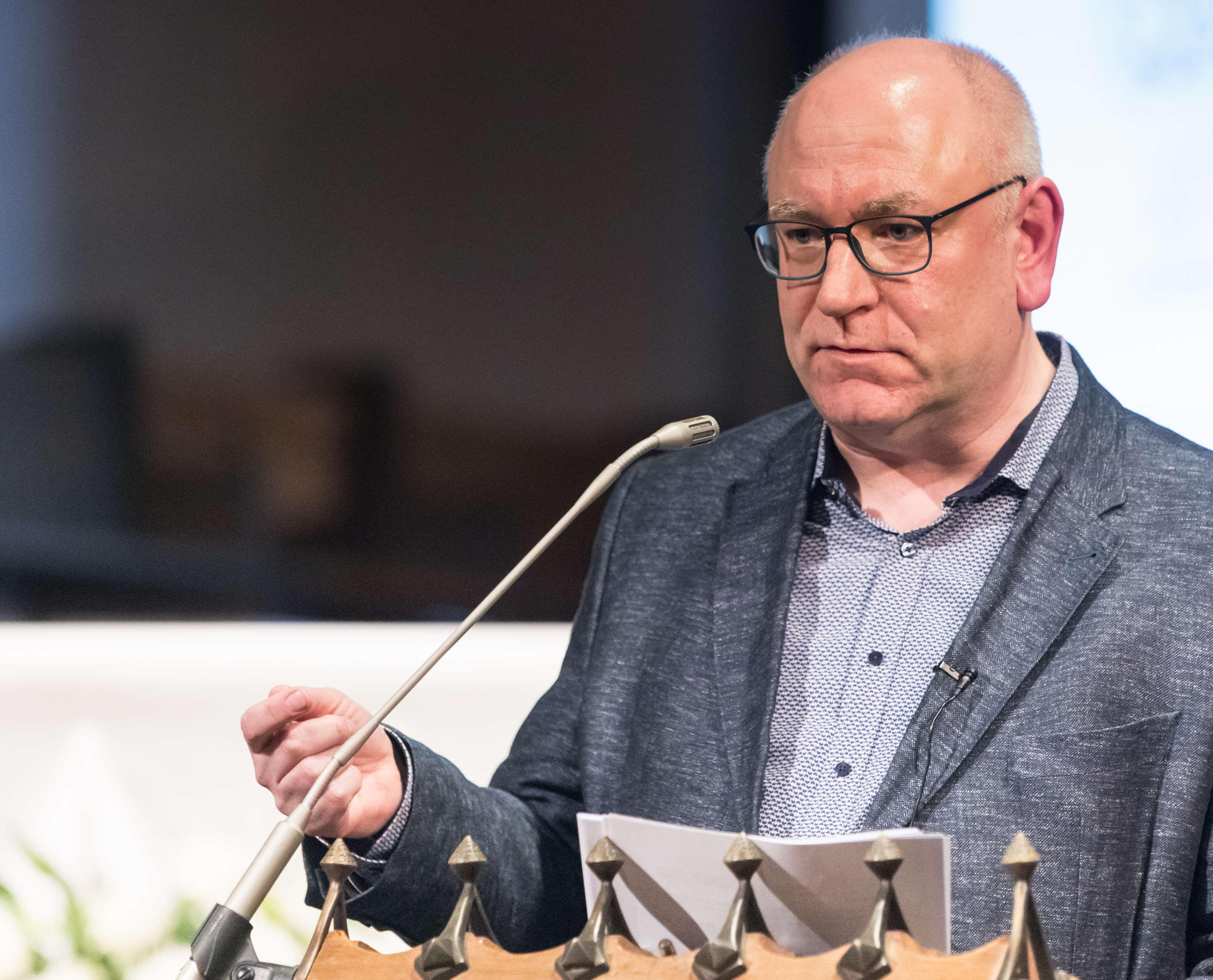
Joachim Oepen, Anfang 2019

Joachim Oepen (* 1963) ist ein deutscher Historiker und Archivar am Historischen Archiv des Erzbistums Köln, dessen Leitung er seit 2024 innehat. Er ist für seine Veröffentlichungen zur Kölner Stadtgeschichte und Kölner Kirchengeschichte und zu den Historischen Hilfswissenschaften bekannt.

## Leben
Joachim Oepen studierte in Köln Geschichte, Historische Hilfswissenschaften, Latein und Philosophie. 1998 wurde er an der Universität zu Köln mit der Arbeit Die Totenbücher von St. Maria im Kapitol zu Köln zum Dr. phil. promoviert. Seit 1993 ist er am Historischen Archiv des Erzbistums Köln tätig, zuletzt (Stand 2015) als stellvertretender Archivleiter. Seit 2003 ist er zusätzlich Lehrbeauftragter für Didaktik der Geschichte an der Universität zu Köln.
Seit einigen Jahren ist Oepen zudem Herausgeber der Zeitschrift „Geschichte in Köln“ und der zugehörigen Beihefte. Die Reihe erscheint seit 2012 im Böhlau Verlag und zuvor im shVerlag.

## Schriften (Auswahl)
- Paulus Kardinal Melchers. In: ders., Josef van Elten: Kölner Erzbischöfe im Konflikt mit dem preußischen Staat. Clemens August Freiherr Droste zu Vischering († 1845), Paulus Kardinal Melchers († 1895). Historisches Archiv des Erzbistums Köln, Köln 1995, S. 19–40.
- Die Totenbücher von St. Maria im Kapitol zu Köln. (Zugleich Dissertation.) Köln, 1998. ISBN 3-87710-192-5
- Korbmacher in Köln 1589–1798: Geschichte der Familie Wanmacher–Wammacher seit 1569. Brühl, 1989.
- mit Ulrich Helbach: Einsatz von Zwangsarbeitern in kirchlichen Einrichtungen im Bereich des Erzbistums Köln. Köln, 2000.
- mit Toni Diederich und Ulrich Helbach: Christen am Rhein: Zeugnisse kölnischer Kirchengeschichte aus zwei Jahrtausenden. (Ausstellung des Historischen Archivs des Erzbistums Köln anlässlich des Heiligen Jahres 2000 in der Erzb. Diözesan- und Dombibliothek zu Köln.) Köln, 2000.
- mit Georg Mölich und Wolfgang Rosen: Klosterkultur und Säkularisation im Rheinland. Essen, 2002. ISBN 3-89861-099-3
- als Herausgeber, mit Toni Diederich: Historische Hilfswissenschaften: Stand und Perspektiven der Forschung. Köln, Weimar 2005. ISBN 978-3-412-12205-8
- als Herausgeber, mit Wolfgang Schaffer: Kirche, Kanzel, Kloster: Pfarrgründungen, Kirchenbau und Seelsorge in der Kölner Neustadt 1880–1920. Köln, 2006. ISBN 3-7743-0389-4
- als Herausgeber, mit Thomas Deres und Stefan Wunsch: Köln im Kaiserreich. Studien zum Werden einer modernen Grossstadt. Köln, 2010. ISBN 978-3-89498-163-1
- als Herausgeber: Der hl. Severin von Köln: Verehrung und Legende, Befunde und Forschungen zur Schreinsöffnung von 1999. Siegburg, 2011. ISBN 978-3-87710-456-9
- mit Ulrich Helbach: Kleine illustrierte Geschichte des Erzbistums Köln. Köln, 2013. ISBN 978-3-7616-2702-0